# That Dog
That Dog ibland även that dog. Är ett band från Los Angeles som bildades år 1991 men splittrades år 1997.
2011 återbildades bandet med tre av originalmedlemmarna och oktober 2019 kommer ett nytt album, Old LP, att släppas.
Bandet spelar punkinspirerad något tyngre popmusik full med vokala harmonier.
Anna Waronker är dotter till skivindustrimannen Lenny Waronker från bolaget Warner Bros. Anna är även gift med Steve McDonald från bandet Redd Kross. Systrarna Rachel och Petra Haden är döttrar till jazzbasisten Charlie Haden.

## Bandmedlemmar
- Anna Waronker, sång
- Rachel Haden, bas
- Petra Haden, fiol
- Tony Maxwell, trummor

## Diskografi
- 1993 - that dog.
- 1995 – Totally Crushed Out!
- 1997 – Retreat from the Sun